# مستقبل عامل نمو نظير الأنسولين 1
مستقبل عامل نمو نظير الأنسولين 1 (IGF1R) هو بروتين يوجد على سطح بعض الخلايا في جسم الإنسان، وهو على سكل مستقبل عبر الغشاء وينشط عن طريق عامل النمو شبيه الانسولين-1 وكذلك عامل النمو شبيه الانسولين-2، ويصنف ضمن مجموعة مستقبلات كيناز التيروسين.

## الأهمية الطبية
تبروتوموماب هو دواء ضد وحيد النسيلة مضاد لمستقبل عامل نمو نظير الأنسولين 1، ويستعمل في علاج مرض العين الدرقي.